# Paul Kantner
Paul Kantner (San Francisco, 17 maart 1941 – aldaar, 28 januari 2016) was een Amerikaans musicus en songwriter. Hij was zanger en gitarist van de psychedelische band Jefferson Airplane en de opvolger Jefferson Starship. Ook trad hij op als soloartiest.

## Biografie
Nadat hij zijn moeder op zijn achtste verloor, stuurde zijn vader hem naar een jezuïtische kostschool. Hier ontwikkelde hij een afkeer tegen autoriteit die hij zijn leven lang heeft behouden. Ook zou het de reden zijn geweest voor zijn voorliefde voor protestliederen. Als tiener leerde hij zich banjo spelen met behulp van een instructieboek van Pete Seeger. Na een paar jaar studie aan de Santa Clara-universiteit en de San José State University, besloot hij door te gaan in de folkmuziek.
In 1965 werd hij tijdens een optreden benaderd door Marty Balin om deel te nemen aan een formatie die later Jefferson Airplane zou gaan heten. Met hem schreef hij ook vier nummers die op het debuutalbum Jefferson Airplane takes off terechtkwamen, waaronder Bringing me down dat op een single verscheen. Enkele andere bekende nummers van zijn hand zijn Today (1966), Volunteers (1969) en Wooden ships (1969)
Hun muziek werd voor een groot deel bepaald door zelf bedachte effecten en improvisatie. Kanter schreef met name die liedjes voor de band waarin in harmonie werd gezongen. Hij had een zacht bariton-stemgeluid naast het tenorgeluid van Balin en de mezzoforte van Grace Slick. Hij speelde vooral slaggitaar; de leadgitaar werd gespeeld door Jorma Kaukonen.
Jefferson Airplane was zeer succesvol en ze waren te zien op legendarische festivals uit die tijd, zoals het Monterey Pop Festival (1967), Woodstock (1969) en het Altamont Free Concert (1969). In 1970 maakte Paul Kantner zijn eerste soloalbum Blows Against the Empire en in 1971 maakte hij samen met Grace Slick het album Sunfighter. In 1973 ging Jefferson Airplane uit elkaar als gevolg van onderlinge spanningen. Kantner maakte toen samen met David Freiberg en Grace Slick het album Baron von Tollbooth and the Chrome Nun.
Hij en Slick formeerden in 1974 een nieuwe band met de naam Jefferson Starship. Commercieel gezien was de nieuwe band succesvoller dan Jefferson Airplane. Meerdere albums bereikten de top 10 en de single Miracles (1975) bereikte een nummer 3-notering in de Billboard Hot 100. In 1983 maakte hij samen met leden van Jefferson Starship het album The Planet Earth Rock and Roll Orchestra. Kantner speelde tot 1984 bij de groep en verliet die daarna, omdat hij de muziek te commercieel begon te vinden. De band ging verder onder de naam Starship en kende daarna grote successen, waaronder de nummer 1-hit We built this city (1985).
Hij en zijn Jefferson Airplane-collega's van weleer, Balin en Casady, brachten in 1986 het album uit onder hun initialen KBC Band. In 1987 bracht hij een bezoek aan de Sandinisten in Nicaragua en schreef daar een boek over, in de vorm van een dagboek.
In 1988 volgde nog een spontane reünie van Jefferson Airplane, tijdens een optreden van Kantner met de band Hot Tuna. Het duurde echter nog tot het begin van de jaren negentig, voordat hij weer geregeld met ze op tournee ging. Feitelijk was de band voor hem toen een hulpmiddel voor zijn solo-optredens, waarvoor hij steeds wisselend gezelschap van gastmusici uitnodigde.
Hij had een aantal jaren een relatie met mede-bandlid Grace Slick. Samen hadden ze een dochter en Kantner had verder nog twee zoons en vier kleinkinderen. Kantner overleed in januari 2016 aan een hartaanval op dezelfde dag als Signe Anderson, eveneens deel uitmakend van de oorspronkelijke bezetting van Jefferson Airplane; zijn gezondheid was al een paar jaar broos. Hij is 74 jaar oud geworden.
- Biblioteca Nacional de España: XX985288
- Bibliothèque nationale de France: cb13800305h (data)
- Gemeinsame Normdatei: 134422422
- International Standard Name Identifier: 0000 0000 8361 8412
- Library of Congress Control Number: n88025768
- MusicBrainz: bfe46b8e-0c14-41c3-9ffe-c7ce3b53d226
- Istituto Centrale per il Catalogo Unico: MODV360137
- Trove: 1457915
- Virtual International Authority File: 18761000
- WorldCat: E39PBJjxtm8P8WxYydByC7RkDq